# Принц
Принцът (от латинското принцепс) е монарх или член на кралско семейство от мъжки пол.
Принцесата е дъщеря на крал или подчинена на крал управителка от високо ниво, съпруга на принц или друг член на кралско семейство от женски пол или самата тя монарх.
В славянските страни тези монаршески титли отговарят на титлите княз и съответно княгиня.
Като част от йерархията на титлите в германските и латински държави в Западна Европа принц стои веднага след крал и над херцог. В периода на разцвет на Свещената римска империя владетелите на малките германски държавици носят титлата принц (fürst) като почетно звание. Днес владетелите на Монако също са принцове.